# Jakub II Sprawiedliwy
Jakub II Sprawiedliwy katal. Jaume II el Just, hiszp. Jaime II el Justo (ur. 10 kwietnia 1267 w Walencji, zm. 3 listopada 1327) – król Aragonii, król Walencji, hrabia Barcelony 1291–1327, król Sycylii 1285–1296, król Majorki 1291–1295 i król Sardynii i Korsyki 1324–1327. Był młodszym synem króla Aragonii Piotra III Wielkiego i Konstancji, córki króla Sycylii Manfreda z dynastii Hohenstaufów. Jego starszym bratem był Alfons III, król Aragonii, młodszym Fryderyk, późniejszy król Sycylii.

## Król Sycylii
Po zdobyciu przez Piotra III Sycylii w 1282 (zob. nieszpory sycylijskie) w następnym roku Jakub został mianowany przez ojca namiestnikiem wyspy. Po śmierci króla Piotra III (1285) doszło do podziału jego władztwa (tzw. Kraje Korony Aragonii), starszy brat Jakuba Alfons III objął rządy w królestwie Aragonii (wraz z królestwem Walencji i hrabstwem Barcelony), a Jakub przejął (jako król Jakub I) królestwo Sycylii. Koronacja Jakuba odbyła się w Palermo 2 lutego 1286.
Władając królestwem Sycylii Jakub musiał prowadzić ciągłe walki ze zwolennikami Andegawenów, którzy w 1265 przy poparciu papiestwa podbili Królestwo Sycylii oraz południową częścią półwyspu Apenińskiego wraz z Neapolem i nie uznali zajęcia wyspy przez Aragonię w 1282. Karol I Andegaweński, papież Honoriusz IV i król Francji Filip III Śmiały (bratanek Karola I) nie uznali władzy Jakuba II na Sycylii, tym bardziej że było to niezgodne z ostatnią wolą Piotra III, który w testamencie Sycylię zapisał papiestwu, licząc w ten sposób na zdjęcie ekskomuniki. Wkrótce Jakub, jego matka Konstancja, a także dwóch sycylijskich biskupów, którzy dokonali koronacji Jakuba, zostali ekskomunikowani przez papieża, który cały czas uważał Sycylię i Neapol za jedno królestwo, będące lennem papieskim. Wojskowe najazdy na Sycylię organizowane przez papieża, popieranego przez króla Francji Filipa III, spełzły na niczym. 5 czerwca 1284 w bitwie morskiej w Zatoce Neapolitańskiej flota Jakuba pod dowództwem admirała Rogera z Laurii pokonała swych wrogów, a dowodzący flotą Andegawenów Karol Kulawy, syn Karola I, dostał się do niewoli. Mimo tego i dalszych zwycięstw Jakub nie uzyskał akceptacji papieża dla swego sycylijskiego władztwa.

## Król Aragonii
Ekskomunika papieska nie przeszkodziła Jakubowi objąć tronu królestwa Aragonii, Walencji, Majorki i hrabstwa Barcelony po bezpotomnej śmierci Alfonsa III 18 czerwca 1291. Po koronacji Jakuba na króla Aragonii, zgodnie z testamentem Alfonsa III, władzę na Sycylii miał objąć młodszy brat, Fryderyk, jednak Jakub nie uznał woli swego zmarłego brata i mianował Fryderyka jedynie namiestnikiem wyspy. Objąwszy władzę w Aragonii Jakub musiał uregulować stosunki z królestwem Kastylii, gdzie do niedawna trwała wojna domowa, w którą zaangażowany był Alfons III. Król Jakub w 1291 zawarł w układ z królem Kastylii Sanczem IV, na mocy którego Jakub swe wycofał poparcie dla kastylijskich buntowników, nadto ustalono podziały stref wpływów podczas rekonkwisty, Aragonia miała odtąd wolną rękę na wybrzeżu tunezyjskim. Układ z Kastylią został przypieczętowany małżeństwem Jakuba z Izabelą, córką Sanczo IV, mającą w chwili ślubu zaledwie 8 lat.

## Układ z Anagni 1295
Wzmocniwszy swą pozycję Jakub II zawarł 5 czerwca 1295 w Anagni porozumienie dotyczące Sycylii. Stronami układu byli: nowo wybrany papież Bonifacy VIII, król Neapolu Karol II Kulawy, król Francji Filip IV Piękny i Jakub II z Majorki, stryj Jakuba II. Zgodnie z tym porozumieniem Jakub miał się zrzec swych praw do Sycylii i przekazać papieżowi Sycylię oraz swe wszelkie zdobycze na kontynencie, ziemie te miał objąć z nadania papieża Karol II Kulawy. Jakub II zobowiązał się udzielić pomocy wojskowej Karolowi II przy przywracaniu jego władzy na Sycylii, nadto zobowiązał się zwolnić z niewoli synów Karola II: Roberta (późniejszy król Neapolu), Ludwika (późniejszego biskupa Tuluzy) i Rajmunda. Ponadto Jakub II zgodził się oddać swemu stryjowi Jakubowi prawa do Majorki (został on wygnany z Majorki przez Alfonsa III w 1285), z tymże Majorka miała pozostać lennem Aragonii. W zamian król Aragonii przejął (jak się potem okazało tylko teoretyczne) prawa do Montpellier i Roussillon, będących do tej pory częścią królestwa Majorki, Jakub aragoński nabył od papieża prawa do Sardynii i Korsyki, które nominalnie były lennami papieskimi, a Karol de Valois (brat Filipa IV Pięknego) zrzekł się swych roszczeń do korony Aragonii. Na mocy układu Jakub II miał poślubić Blankę, córkę Karola II Kulawego, co wymagało anulowania pierwszego małżeństwa (nie było to trudne, gdyż małżeństwo nie zostało nigdy skonsumowane), jego siostra Jolanta miała poślubić jednego z synów Karola II. Według postanowień traktatu król Jakub II zyskał dla siebie, swoich krewnych i wszystkich swych poddanych (w tym Sycylijczyków) odwołanie wszelkich kar kościelnych nałożonych nań od czasów nieszporów sycylijskich.
Z takim obrotem spraw nie pogodzili się Sycylijczycy, dla których ponowne rządy znienawidzonych Andegawenów były nie do przyjęcia. Mieszkańcy wyspy na swego króla wybrali młodszego brata Jakuba II, Fryderyka, będącego dotychczas namiestnikiem Sycylii z ramienia króla Aragonii. Fryderyk został koronowany w 1296 (jako Fryderyk III) i na wyspie rozpoczęły się walki z wojskami Karola II Kulawego. W tej sytuacji Jakub II został zmuszony do wypełnienia swych zobowiązań i stanął do walk przeciwko swemu bratu. Kolejny układ zawarty w Caltabellotcie w 1302 utrzymał Fryderyka II przy władzy na Sycylii (z tytułem króla Wyspy Sycylii), przy czym miała to być władza dożywotnia, a nie dziedziczna, a Aragończycy potwierdzali prawa Andegawenów do kontynentalnej części królestwa, dalej formalnie zwanym Królestwem Sycylii. Według układu, po śmierci Fryderyka II, Sycylia miała wrócić do Andegawenów.

## Dalsze lata panowania
Anulowanie małżeństwa z Izabelą kastylijską doprowadziło do odnowienia konfliktu pomiędzy Aragonią a Kastylią, gdzie nadal trwała wojna domowa. Jakub II, podobnie jak jego ojciec, poparł odsuniętych od władzy potomków Ferdynanda de la Cerda (starszego brata Sancza IV), dzięki czemu uzyskał dla siebie tereny Murcji (1296). W 1305 został podpisany układ z Kastylią, rozgraniczający sporne tereny, Murcja wróciła pod panowanie kastylijskie, ale kilka północnych prowincji tej krainy (z miastem Alicante) zostały włączone do Walencji i pozostały przy władzy Jakuba. Układ z Kastylią zobowiązał króla do podjęcia wspólnej krucjaty przeciwko Maurom osiadłym w emiracie Grenady, jednak wyprawa ta zakończyła się porażką.
Poddając się naciskowi króla Francji Filipa IV Pięknego, Jakub II w 1307 przejął posiadłości i mienie zakonu templariuszy na podległych sobie terytoriach, a w 1312 poparł decyzję papieża o kasacie tego zakonu. W roku 1309 Jakub II dokonał formalnego połączenia ziem królestwa Aragonii, królestwa Walencji oraz hrabstwa Barcelony, które od tej pory miały pozostać pod dziedziczną władzą jednego monarchy. Wzmacniając pozycję swego władztwa król doprowadził w 1318 do założenia arcybiskupstwa w Saragossie, co uniezależniało Aragonię od władzy kastylijskich arcybiskupów z Toledo.
W kolejnych latach, powołując się na ustalenia układu z Anagni, Jakub wyruszył na podbój Sardynii i Korsyki. Obie te wyspy były de facto podporządkowane włoskim republikom kupieckim: Pizie (Sardynia) i Genui (Korsyka). Wojska Pizańczyków zostały ostatecznie pokonane w bitwie morskiej pod Locucisterną (1324), dzięki czemu Sardynia została włączona do władztwa Domu Aragonii, Korsyka jednakże pozostała przy Genui.
Jakub II zmarł 2 listopada 1327 w Barcelonie.

## Rodzina
Król Jakub II był czterokrotnie żonaty:
1. Izabela kastylijska (zwana również Izabelą z Limoges), córka Sanczo IV, króla Kastylii. Małżeństwo zawarte zostało 1 grudnia 1291, gdy Izabela miała 8 lat. Zostało rozwiązane 1295. Drugim mężem Izabeli był Jan III, książę Bretanii. Izabela zmarła w 1328.
2. Blanka neapolitańska, córka Karola II Kulawego, króla Neapolu poślubiona w Villabertran 29 października 1295, zmarła 1310.
3. Maria cypryjska, córka Hugona III, króla Cypru, tytularnego króla Jerozolimy, poślubiona per procura 15 czerwca 1315, a osobiście 27 listopada 1315 w Gironie. Maria zmarła w 1322.
4. Elisenda, córka Pere I de Montcada, seniora Aitony i Soses, poślubiona 25 grudnia 1322, zmarła 1364.

Z drugiego małżeństwa króla pochodziły m.in.:
- Jakub (ur. 1296, zm. 1319)
- Alfons (ur. 1299, zm. 1336), późniejszy król Aragonii Alfons IV
- Jan (ur. 1304, zm. 1334), arcybiskup Toledo
- Piotr (ur. 1305, zm. 1381), hrabia Ribagorzy, Empúries i Prades, seneszal Katalonii, żonaty z Joanną – córką Gastona I, hrabiego Foix
- Rajmund Berengar, hrabia Empúries (ur. 1308, zm. ok. 1366), żonaty z Blanką – córką Filipa, księcia Tarentu (młodszego syna króla Karola II Kulawego)
- Maria (ur. 1299, zm. 1311/1312), poślubiła infanta Piotra – syna Sanczo IV, króla Kastylii
- Izabela (po ślubie używała imienia Elżbieta, ur. 1305, zm. 1330), żona księcia Fryderyka III, antykróla Niemiec
- Jolanta (ur. 1310, zm. 1353), jej pierwszym mężem był Filip, książę Tarentu (młodszy syn króla Karola II Kulawego), drugim Lope de Luna, senior de Segorbe.

Jakub II miał również dzieci pozamałżeńskie, były to m.in.:
- Jakub (ur. 1291, zm. 1350), wikariusz Cagliari,
- Napoleon (ur. 1288, zm. po 1338), senior Gioiosaguardia i Acquafredda (na Sardynii).